# Doug Mirabelli

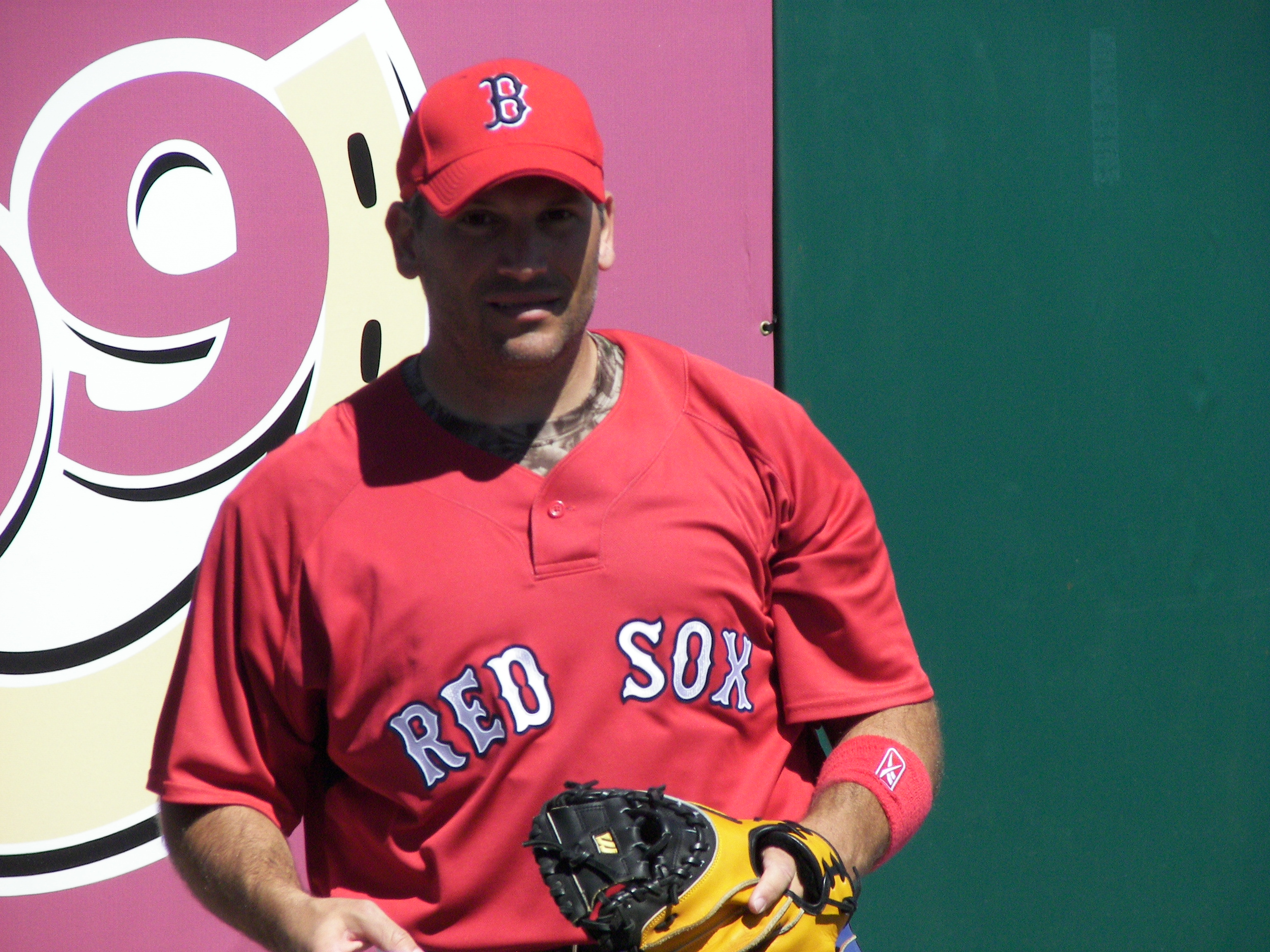

Doug Mirabelli é um jogador profissional de beisebol estadunidense.

## Carreira
Doug Mirabelli foi campeão da World Series 2007 jogando pelo Boston Red Sox. Na série de partidas decisiva, sua equipe venceu o Colorado Rockies por 4 jogos a 0.